# Anunciación de Cortona
La Anunciación de Cortona es un retablo pintado por Fra Angelico; hace tiempo estuvo ubicado en la Iglesia de Gesù de Cortona, ahora está en el Museo Diocesano de Cortona.

## Historia
La Anunciación de Cortona fue pintada por Fra Angelico en 1433-1434, en temple sobre panel, 175 cm x 180 cm.
Esta es una de las tres Anunciaciones de Fra Angelico realizadas en cuadros (las otras dos están en el Museo del Prado y en el Museo de la Basílica de Santa Maria delle Grazie, en San Giovanni Valdarno. Otras dos, pintadas en fresco, se encuentran en el convento de San Marcos, Florencia, en la parte superior de las escaleras de acceso y en la tercera celda.

## Tema

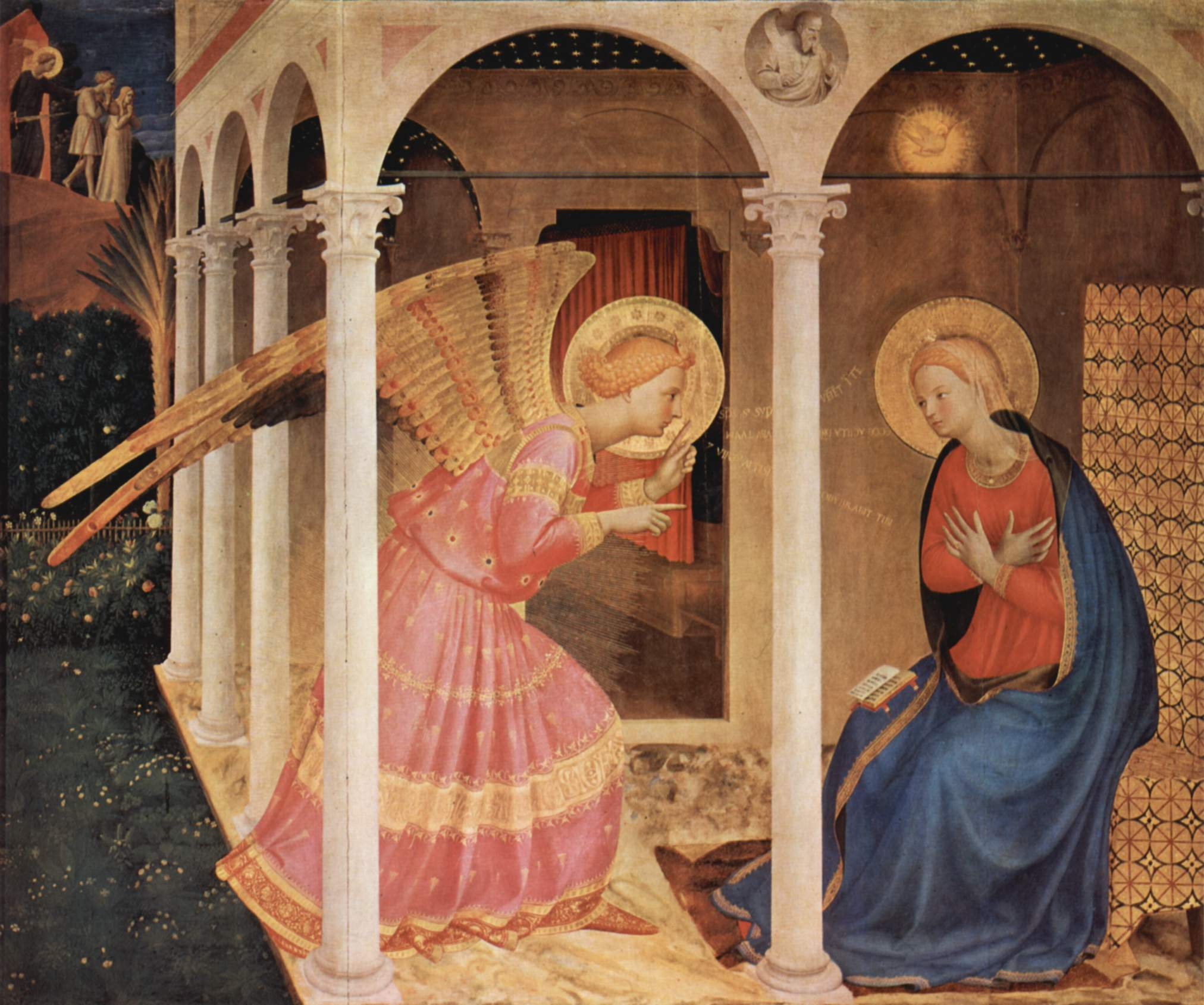
La pintura central

La escena es típica de la iconografía cristiana, "La Anunciación a María por el Arcángel Gabriel", se describe en los Evangelios y con gran detalle en La Leyenda Dorada de Santiago de la Vorágine, el libro de referencia de pintores del Renacimiento, que está representado en elos cuadros en todo su simbolismo (jardín amurallado con columnas, la presencia del Espíritu Santo, una evocación de Adán y Eva expulsados del Paraíso).

## Descripción
Este trabajo es el panel principal de un políptico, que incluye paneles multipredella con escenas de la Vida de la Virgen en la misma Anunciación de San Giovanni Valdarno:
- Matrimonio de la Virgen,
- Adoración de los Magos,
- Presentación en el templo,
- La dormición

También se atribuyen a Zanobi Strozzi, un asistente de Fra Angelico.
A la izquierda, la escena de invocar el pecado original, es consistente con los principios de la iconografía cristiana de la pintura: la pareja de Adán y Eva expulsados del Paraíso se encuentra fuera del jardín amurallado de María, que se encuentra en una colina más allá de un valla.
Al contrario de en otras Anunciaciones de Fra Angelico, el punto de perspectiva que se desvanece está enfocado de manera monofocal a la izquierda del cuadro.

## Inscripciones interesantes
Interesantes son las tres líneas de texto pintadas sobre la escena de la anunciación, entre el Arcángel a la izquierda y la Virgen a la derecha. Las palabras del ángel están escritas en dos líneas, leyéndose de izquierda a derecha. Las palabras de María están entre esas dos líneas. Si miramos atentamente, vemos que sus palabras están escritas al revés. Pero eso no es todo. La respuesta de María también está escrita al revés. Como consecuencia, tenemos que estar de pie, leyendo de derecha a izquierda, para descubrir lo que está diciendo.
Esto indica al espectador que las palabras están dirigidas a Dios, quien estaría en la posición adecuada para leerlas.